# 河宣省
河宣省（越南语：／），是越南1975年至1991年间的省份，省莅宣光市社，今属宣光省。

## 地理
河宣省北接中国云南省和广西壮族自治区，西接黄连山省，南接永富省，东接高平省和北太省。

## 历史
1975年12月27日，越南政府合并省份，宣光省和河江省合并为河宣省，省莅宣光市社。下辖宣光市社、河江市社2市社和北光县、霑化县、同文县、咸安县、黄树皮县、苗旺县、那𧯄县、官坝县、山阳县、渭川县、箐门县、安铭县、安山县13县。
1982年10月21日，苗旺县火广坪社、冲寨社、陇坪社划归安铭县管辖；安铭县粘山社、淰班社、达峨社划归苗旺县管辖。
1983年11月18日，渭川县析置北迷县；箐门县1社划归黄树皮县管辖，黄树皮县2社划归箐门县管辖，北光县3社划归箐门县管辖，北光县3社划归黄树皮县管辖，北光县1市镇5社划归渭川县管辖。
1991年时，河宣省下辖宣光市社、河江市社2市社和北迷县、北光县、霑化县、同文县、咸安县、黄树皮县、苗旺县、那𧯄县、官坝县、山阳县、渭川县、箐门县、安铭县、安山县14县。
1991年8月12日，越南国会通过决议，撤销河宣省，恢复宣光省和河江省。宣光省下辖宣光市社和山阳县、安山县、咸安县、霑化县、那𧯄县5县，省莅宣光市社；河江省下辖河江市社和同文县、苗旺县、安铭县、官坝县、渭川县、箐门县、黄树皮县、北光县、北迷县9县，省莅河江市社。

## 行政区划
1991年，河宣省下辖2市社14县。
- 宣光市社
- 河江市社
- 北迷县
- 北光县
- 霑化县
- 同文县
- 咸安县
- 黄树皮县
- 苗旺县
- 那𧯄县
- 官坝县
- 山阳县
- 渭川县
- 箐门县
- 安铭县
- 安山县